# Scotland Yard

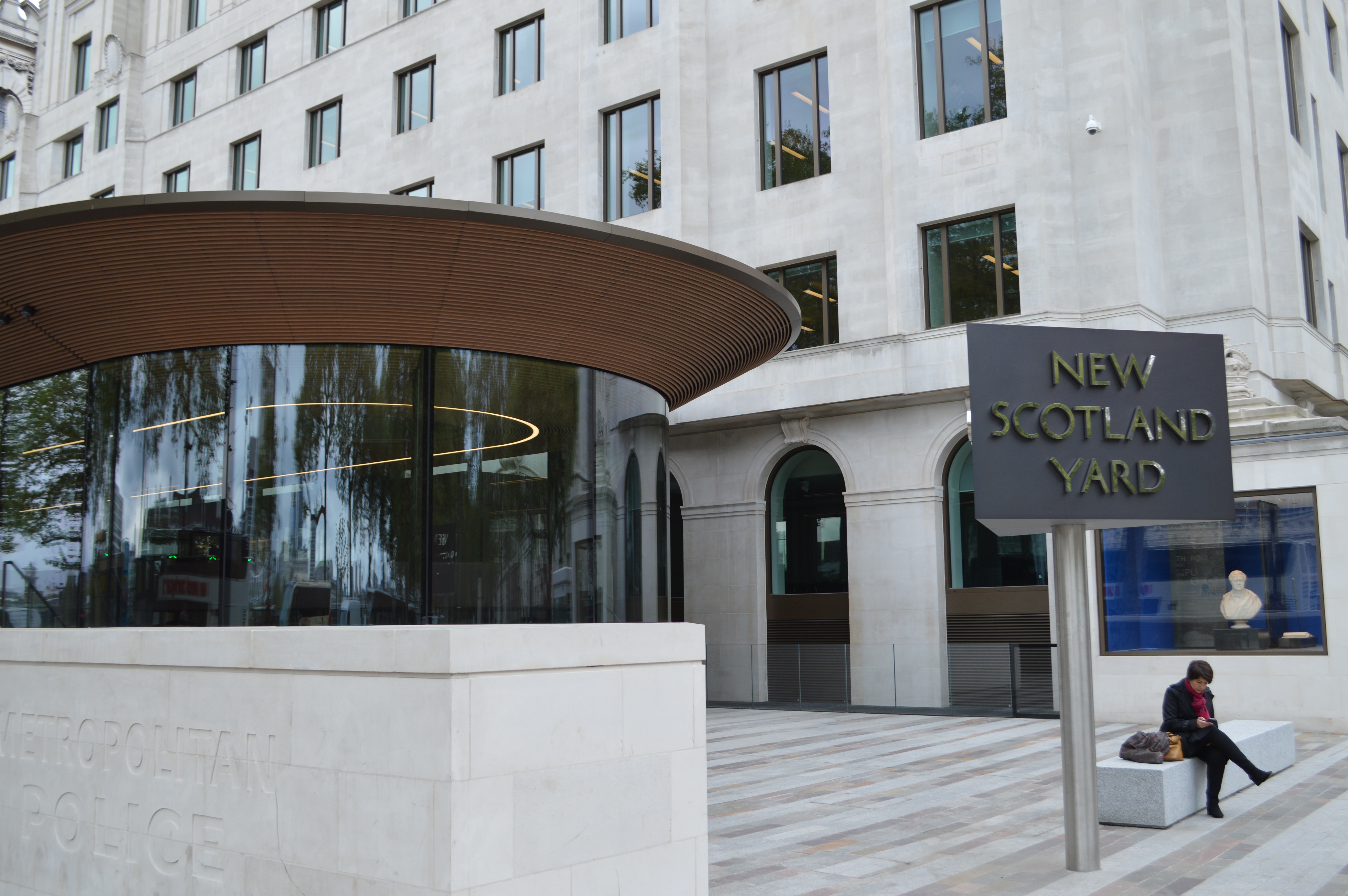
New Scotland Yard nella sede del Curtis Green Building sul Victoria Embankment, inaugurata nel 2016. Alla destra si trova il segnale rotatorio

New Scotland Yard (spesso chiamata semplicemente Scotland Yard o The Yard) è la sede del Metropolitan Police Service, responsabile del servizio di polizia nella regione della Grande Londra, nel Regno Unito. Per motivi storici, Scotland Yard non esercita il controllo sulla piccola City, che costituisce il centro storico di Londra e che è invece controllato dalla City of London Police, gestita a sua volta dall'antica City of London Corporation.

## Storia
Il nome Scotland Yard deriva dalla sede originale del corpo di polizia sulla Great Scotland Yard, una traversa di Whitehall. Sul perché a sua volta questa sede portasse tale nome non è certo, ma si pensa sia dovuto al fatto che si trattava probabilmente dell'antica residenza del Re di Scozia di soggiorno in Inghilterra o del loro ambasciatore prima dell'unione fra i due regni. Nel XVII secolo la strada divenne poi sede di stabilimenti governativi e luogo di abitazione degli architetti Inigo Jones e Christopher Wren; durante il Commonwealth d'Inghilterra sotto Oliver Cromwell, il poeta John Milton la abitò fra il 1649 e 1651.
Scotland Yard fu fondata insieme alla Metropolitan Police da Sir Robert Peel. Aprì al pubblico come sede amministrativa del servizio il 29 settembre 1829, ospitando i due commissari ed i loro staff amministrativi in un complesso di circa 50 stanze. Questa forza di polizia, il cui campo di responsabilità e azione si estendeva inizialmente su un raggio di oltre 10 chilometri intorno a Charing Cross, e su una popolazione di 2 milioni di abitanti, era composta da 1.000 ufficiali di polizia. Non era, e non lo è mai stata, una stazione di polizia usuale, operando ogni sua divisione in stazioni locali indipendenti.
L'entrata principale dell'edificio era al numero 4 di Whitehall, ma un ufficio pubblico era raggiungibile sul retro dell'edificio in Great Scotland Yard, che diede il nome all'edificio ed al servizio nel complesso. Lo staff di Scotland Yard era responsabile della sicurezza interna, affari pubblici, reclutamento, corrispondenza ed altre materie amministrative, ed i suoi doveri aumentarono col crescere dell'importanza del servizio.
Nel 1890, Scotland Yard si trasferì in una nuova sede, precisamente nel Norman Shaw Buildings sul Victoria Embankment in riva al Tamigi con il suo organico, cresciuto da 1.000 a 13.000 ufficiali, che aveva bisogno di un maggiore staff amministrativo e di nuovi e più ampi spazi. Ampliamenti successivi nella grandezza e nelle responsabilità della forza richiesero ancora più amministratori e ci furono nuovi allargamenti nel 1907 e nel 1940.
Negli anni sessanta le richieste di tecnologia moderna ed ulteriori aumenti nell'entità del servizio fecero in modo che ci fosse necessità di un'ulteriore nuova sede, così, nel 1967, New Scotland Yard si trasferì nell'edificio di 20 piani al 10 di Broadway 51°29′55″N 0°07′59″W, a meno di 500 metri dal parlamento, che era precedentemente uno stabile ad uso uffici. All'esterno si trovava un segnale rotatorio, con le parole "New Scotland Yard" sulle sue tre faccie. L'originale Scotland Yard fu acquisita dall'esercito dopo il trasferimento della polizia. Ricostruito, divenne un ufficio di reclutamento e sede della Royal Military Police che fu oggetto di attacco terroristico da parte della Provisional IRA nel 1973. Divenne poi la biblioteca del Ministero della Difesa e rimase in questa funzione fino al 2004. Dal 2019 l'edificio originale su Great Scotland Yard ospita un albergo di lusso a 5 stelle.
Dall'aprile 2000, con una totale riorganizzazione, Scotland Yard, servizio metropolitano che dipende direttamente dal Ministero dell'Interno britannico e controlla altre forze locali come la British Transport Police, il Royal Parks Constabulary e la River Police, riunisce circa 25.500 ufficiali di polizia e 10.000 funzionari civili e la sua autorità si estende sui 1.600 km² della Grande Londra e su una popolazione di 7,5 milioni di abitanti.
Nel maggio 2013 è stato deciso di trasferire la sede di Scotland Yard nel Curtis Green Building sul Victoria Embankment. Il segnale rotatorio fu salvato e trasferito alla nuova sede. 

## Peculiarità
La banca dati criminale di Scotland Yard è chiamata Home Office Large Major Enquiry System, ed il suo acronimo è HOLMES. Allo stesso modo, il programma di allenamento si chiama "Elementary" in onore del grande detective romanzesco Sherlock Holmes.
Il numero di telefono di Scotland Yard era originariamente Whitehall 1212. La maggior parte delle stazioni di polizia dell'area londinese, come la stessa Scotland Yard, hanno ancora 1212 come ultime cifre del numero.